# Eva Turner
Eva Turner (Werneth, 10 marzo 1892 – Londra, 16 giugno 1990) è stata un soprano inglese, celebre per la potenza della sua voce e per l'interpretazione della Turandot di Puccini.

## Biografia
Nata vicino a Oldham, iniziò a studiare canto con Dan Rootham, insegnante del celebre contralto Clara Butt, frequentando in seguito la Royal Academy of Music di Londra dal 1911 al 1914.
Cominciò la carriera come corista della compagnia operistica Carl Rosa, mettendosi presto in luce grazie alla robustezza della voce. Le notevoli qualità vocali le dischiusero presto le porte verso ruoli di prestigio, interpretando un repertorio che spaziava da Puccini (Tosca, Kate Pinkerton, Musetta) a Verdi (Leonora, Aida), Mascagni (Santuzza), Massenet (Thaïs) e Wagner (Elisabetta, Freja, Elsa, Brunilde, Eva).
Nel 1918 a Glasgow è Musetta ne La bohème, nel 1919 Elisabeth in Tannhäuser (opera) ad Aberdeen e Dundee e Giulietta in Les contes d'Hoffmann, nel 1920 Leonora ne Il trovatore e Santuzza in Cavalleria rusticana (opera) a Edimburgo, nel 1921 Marguerite in Faust, nel 1922 Madama Butterfly e nel 1923 Antonia in Les contes d'Hoffmann, Aida ed Elsa von Brabant in Lohengrin (opera).
Nel 1924 sostenne con Arturo Toscanini un'audizione per La Scala: il risultato fu positivo e il celebre direttore le fece cantare Freja e Sieglinde nell'Anello del Nibelungo per la stagione 1924-25.
Il suo ruolo di riferimento era – ed è tuttora – Turandot. Cantò per la prima volta il temibile ruolo pucciniano nel 1926 al Teatro Grande di Brescia, sette mesi dopo la première. 
Nel 1927 al Teatro Regio di Torino diretta da Gino Marinuzzi (1882-1945) è Leonora in Fidelio con Vincenzo Bettoni ed Aida con Irene Minghini Cattaneo ed Aureliano Pertile.
Nel 1928 riprese il titolo di Turandot alla Royal Opera House (durante quella stagione cantò anche Aida e Santuzza) e l'anno successivo alla Scala.
Nel 1929 è Isabeau con Hipólito Lázaro e Salvatore Baccaloni in Arena di Verona.
Nel 1930 al Teatro dell'Opera di Roma è Isabeau diretta da Pietro Mascagni con Afro Poli ed al Teatro Comunale di Firenze Leonora in Fidelio diretta da Vittorio Gui.
Nel 1932 è Siglinda ne La Valchiria a Torino diretta da Max von Schillings ed a Firenze diretta da Gui con Cesare Formichi.
Nel 1934 a Torino diretta da Franco Ghione è La Wally  con Poli e Brunilde in Sigfrido (opera).
Nel 1935 a Torino è Maria in Ave Maria di Salvatore Allegra diretta dal compositore.
Nel 1936 in Edinburgh e Glasgow è Brünnhilde in Siegfried per la Royal Opera ed Agathe in Der Freischütz per la Covent Garden Opera.
Nel 1937 al Teatro Carignano di Torino è Donna Anna in Don Giovanni (opera) con Iris Adami Corradetti, Magda Olivero, Carlo Galeffi e Baccaloni ed a Glasgow Isolde in Tristan und Isolde per la Covent Garden English Opera.
Le incisioni live della sua Turandot del 1937 accanto a Giovanni Martinelli e sotto la direzione di John Barbirolli furono pubblicante solo negli anni ottanta, ispirando ai critici recensioni brillanti.
Quando il compositore Ralph Vaughan Williams scrisse la sua Serenade to music per 16 solisti, incluse alcune linee vocali appositamente per la Turner, separandole però dal resto del gruppo, permettendo alla sua voce potente di trovare uno sfogo. Il soprano incise poi la parte poco dopo la prima del 1938 diretta da Henry Wood al Royal Albert Hall di Londra.
Nel 1939 è Turandot diretta da Antonino Votto con Licia Albanese, Giuseppe Lugo ed Aristide Baracchi al Teatro Comunale di Bologna.
Nel 1948 si ritirò dalle scene e l'anno successivo accettò un contratto annuale per alcune master classes all'Università di Oklahoma: il successo fu tale da indurre ad estendere l'accordo per altri nove anni. Nel 1959 tornò a Londra e le venne assegnata la cattedra di canto alla Royal Academy of Music, un posto che detenne fin quasi i 90 anni. Nonostante alcuni ritennero il suo metodo troppo severo, dalla sua classe si diplomarono molti artisti come Rita Hunter, Amy Shuard, Roberta Knie e Kiri Te Kanawa.
Nel 1962 venne insignita dell'Ordine dell'Impero Britannico.
Sempre durante il ritiro, sostenne la International Association of Wagner Societies sia in UK che altrove. A differenza di altri cantanti le piaceva assistere a spettacoli, divenendo un membro fisso del pubblico del Covent Garden fino alla morte.

## Vocalità e personalità interpretativa
Dotata di una voce calda e piena, estesa, omogenea, eccezionale per sonorità e sorretta da un'eccellente preparazione tecnica. Si è imposta per circa vent'anni come uno dei maggiori soprani drammatici e wagneriani grazie alla robustezza della voce, alla sensibilità stilistica e interpretativa, alla buona pronuncia e al senso della misura.

## Repertorio
- Giuseppe Verdi
  - Aida (Aida)
  - La forza del destino (Leonora)
- Giacomo Puccini
  - La bohème (Musetta)
  - Madama Butterfly (Kate Pinkerton)
  - Tosca (Tosca)
  - Turandot (Turandot)
- Pietro Mascagni
  - Cavalleria rusticana (Santuzza)
  - Isabeau (Isabeau)
- Jules Massenet
  - Thaïs (Thaïs)
- Richard Wagner
  - I maestri cantori di Norimberga (Eva)
  - L'anello del Nibelungo (Brunilde)
  - L'oro del Reno (Freja)
  - Lohengrin (Elsa)
  - Tannhäuser (Elisabetta)
- Ludwig van Beethoven
  - Fidelio (Leonora)
- Ralph Vaughan Williams
  - Serenade to music (Soprano)